# Рыбаков, Олег Юрьевич
Рыбаков Олег Юрьевич (род. 13 мая 1962, Саратов) — советский и российский учёный-правовед, доктор юридических наук, доктор философских наук, профессор, Почётный работник высшего профессионального образования Российской Федерации.

## Биография
Олег Юрьевич Рыбаков родился 13 мая 1962 года в городе Саратове.
- 1979 год — 1983 года — лаборант в Саратовском юридическом институте имени Д. И. Курского.
- 1983 год — окончил судебно-прокурорского факультета Саратовского юридического института имени Д. И. Курского.
- 1983 год — 1985 год — срочная служба в вооружённых силах.
- 1986 год — 1989 год — учёба в очной аспирантуре Саратовского государственного университета имени Н. Г. Чернышевского.
- 1989 год — защита диссертации на соискание учёной степени кандидата философских наук на тему «Формирование политической культуры советского студенчества в условиях перестройки».
- 1989 год — 2012 год — в разное время преподаватель, старший преподаватель, доцент, профессор Саратовской государственной юридической академии.
- 1994 год — 1997 год — заместитель декана следственно-криминалистического факультета.
- 1997 год — защита диссертации на соискание учёной степени доктора философских наук на тему «Самореализация человека в политике».
- 1997 год — 1999 год — декан следственно-криминалистического факультета, профессор кафедры истории государства и права Саратовской государственной академии права (СГАП).
- 2000 год — 2008 год — декан, затем директор Института юстиции СГАП.
- 2005 год — защита диссертации на соискание учёной степени доктора юридических наук на тему «Российская правовая политика в сфере защиты прав и свобод личности: вопросы теории».
- 2008 год — 2012 год — проректор по научной работе СГАП, главный редактор научного журнала «Право. Законодательство. Личность».
- 2009 год — 2012 — заведующий кафедрой истории государства и права СГАП.
- 2012 год — 2013 год — проректор по научной работе Северо-Кавказского федерального университета.
- 2013 год — 2018 год — заведующий кафедрой теории, истории государства и права и философии Всероссийского государственного университета юстиции (РПА Минюста России).
- С 2018 года — заведующий кафедрой философии и социологии Московского государственного юридического университета имени О. Е. Кутафина.

## Научная деятельность
В сферу научных интересов входят вопросы российской правовой политики (теория и практика), взаимоотношение личности и государства, их взаимная ответственность. О. Ю. Рыбаков является основателем научной школы по изучению проблем взаимоотношения личности и государства.
Учебники и учебные пособия О. Ю. Рыбакова востребованы не только в родном вузе, но и в иных профильных учебных заведениях Российской Федерации.
Рыбаков О. Ю. является автором более 100 научных работ, из которых 9 монографий и несколько учебников и учебных пособий по социологии права, философии права, истории государства и права, истории правовых и политических учений. Его работы опубликованы в ведущих научных журналах, таких как Государство и право, Правоведение и других.
В 2011 году коллектив авторов под руководством профессора О. Ю. Рыбакова признан победителем V конкурса «Гуманитарная книга — 2011» в номинации «Правоведение» за коллективную монографию «Правовая политика как научная теория в историко-правовых исследованиях»
Под его научным руководством защищено 17 кандидатских диссертаций, кроме того профессор О. Ю. Рыбаков являлся научным консультантом при защите двух докторских диссертаций.
По данным Вольного сетевого сообщества «Диссернет» О. Ю. Рыбаков принял участие в защите двух, так называемых, «красочных диссертаций».

## Награды
- Почётная грамота Президента Российской Федерации (2022)[8]
- Медаль Анатолия Кони
- Почётный работник высшего профессионального образования Российской Федерации
- Почётная грамота Саратовской областной думы (2011)[9]

## Избранная библиография

### Авторефераты диссертаций
- Рыбаков О. Ю. Формирование политической культуры советского студенчества в условиях перестройки. Автореф. дис. … канд. филос. наук. — Саратов: Издательство СГУ, 1988. — 16 с.
- Рыбаков О. Ю. Самореализация человека в политике. Автореф. дис. … д-ра. филос. наук. — Саратов: Издательство СГАП, 1997. — 36 с.
- Рыбаков О. Ю. Российская правовая политика в сфере защиты прав и свобод личности: вопросы теории. Автореф. дис. … д-ра. юрид. наук. — Саратов: Издательство СГАП, 2005. — 41 с.

### Монографии
- Рыбаков О. Ю. Человек в политике: пути самореализации. — Саратов: Издательство СГУ, 1995. — 193 с. — ISBN 5-292-01413-3.
- Рыбаков О. Ю. Политическое отчуждение человека / ред. О. Б. Манжора. — Саратов: Издательство СГАП, 1997. — 107 с. — ISBN 5-7924-0007-5.
- Рыбаков О. Ю. Личность и правовая политика в Российском государстве. — Саратов: Издательство СГАП, 2003. — 189 с. — ISBN 5-7924-0269-8.
- Рыбаков О. Ю. Российская правовая политика в сфере защиты прав и свобод личности. — СПб.: Изд-во Р. Асланова «Юридический центр Пресс», 2004. — 350 с. — ISBN 5-94201-390-X.
- Рыбаков О. Ю. Личность. Права и свободы. Правовая политика. — М.: РПА Минюста России, 2004. — 255 с. — ISBN 5-89172-008-6.
- Рыбаков О. Ю. Право, отчуждение и согласие в современном Российском государстве. — М.: Юрист, 2009. — 247 с. — ISBN 978-5-94103-358-4.
- Рыбаков О. Ю., Ситкова О. Ю. Российская правовая политика в сфере защиты прав детей-сирот и детей, лишенных родительского попечения. — Саратов: Издательство СГАП, 2009. — 132 с. — ISBN 978-5-7924-0787-9.
- Коллектив авторов. Правовая политика как научная теория в историко-правовых исследованиях / ред. О. Ю. Рыбаков. — М.: Статут, 2011. — 408 с. — ISBN 978-5-8354-0797-2.
- Коллектив авторов. Человек и государство в правовой политике нового и новейшего времени / ред. О. Ю. Рыбаков. — М.: Статут, 2013. — 400 с. — ISBN 978-5-8354-0960-0.

### Учебные пособия
- Коллектив авторов. История государства и права России (советский период): учебное пособие / ред. Ю. М. Понихидин. — Саратов: Издательство СГАП, 1996. — 108 с.
- Коллектив авторов. Отечественная история государства и права. Курс лекций / ред. Ю. М. Понихидин. — Саратов: Издательство СГАП, 2003. — 256 с. — 500 экз. — ISBN 5-7624-0209-4.
- Коллектив авторов. Российская правовая политика: курс лекций / ред. Н. И. Матузов, А. В. Малько. — М.: Норма, 2003. — 528 с. — ISBN 5-89123-723-7.
- Коллектив авторов. История политических учений: хрестоматия. — Саратов: Издательство СГАП, 2006. — 220 с. — ISBN 5-7924-0434-8.
- Коллектив авторов. История отечественного государства и права в вопросах и ответах: учебное пособие / ред. Ю. М. Понихидин. — Саратов: Издательство СГАП, 2010. — 237 с. — ISBN 978-5-7924-0851-7.
- Коллектив авторов. Философия для юристов. Учебник / ред. О. Ю. Рыбаков. — М.: Норма, 2019. — 368 с. — ISBN 978-5-00156-003-6.
- Коллектив авторов. Социология для юристов. Учебник / ред. О. Ю. Рыбаков. — М.: Норма, 2021. — 400 с. — ISBN 978-5-00156-138-5.

### Статьи
- Рыбаков О. Ю., Цыбулевская О. И. Рецензия на книгу: Модернизация государства, власти, права и общества: человеческое измерение / под общ. ред. К. А. Ишекова. — Москва : РПА Минюста России, 2014. — 292 с. // Государство и право : научный журнал. — 2016. — № 1. — С. 123—125. — ISSN 0132-0769.
- Рыбаков О. Ю., Тихонова С. В. Трансгуманизм Макса Мора: автаркия и отчуждение // Философия права : научный журнал. — 2013. — № 3. — С. 56—60. — ISSN 1817-7085.
- Рыбаков О. Ю., Тихонова С. В. Проблема взаимоотношений человека и государства в теории правовой политики // Правоведение : научный журнал. — 2011. — № 2. — С. 34—42. — ISSN 0131-8039.
- Рыбаков О. Ю., Тихонова С. В. Методологические проблемы формирования теории правовой политики // Правоведение : научный журнал. — 2010. — № 1. — С. 36—48. — ISSN 0131-8039.
- Рыбаков О. Ю. Социальное согласие в России: возможности личности и государства // Правоведение : научный журнал. — 2009. — № 1. — С. 202—211. — ISSN 0131-8039.
- Рыбаков О. Ю. Тенденции развития российской правовой политики // Правоведение : научный журнал. — 2004. — № 3. — С. 156—164. — ISSN 0131-8039.
- Рыбаков О. Ю. Личность и правовая политика в современной России // Право и политика : научный журнал. — 2001. — № 9. — С. 7—12. — ISSN 1811-9018.

### Биография
- Демидов А. И., Бичехвост А. Ф., Тяпугина Н. Ю., Маторина Е. И. Энциклопедия нашей жизни. — Саратов: Издательство СГАП, 2006. — С. 283—284. — 439 с. — 1500 экз. — ISBN 5-7924-0427-5.
- Тихонова С. В. Профессор Олег Юрьевич Рыбаков // Вестник СГЮА : научный журнал. — 2012. — № 2 (84). — С. 11—14. — ISSN 2227-7315.
- Научная школа профессора О. Ю. Рыбакова «Проблемы взаимоотношения личности, государства, правовой политики в государственно-правовой мысли России и запада» // Правоведение : научный журнал. — 2011. — № 2 (295). — С. 15—17. — ISSN 0131-8039.

### Критика
- Козлихин И. Ю. Рыбаков О. Ю. Личность и правовая политика в российском государстве. — Саратов: Изд-во ГОУ ВПО «Саратовская государственная академия права», 2003. — 192 с. (Рецензия) // Правоведение : научный журнал. — 2004. — № 1. — С. 256—257.
- Баранов В. М., Сенякин И. Н. Рецензия на монографию: Рыбаков О. Ю. Право, отчуждение и согласие в современном Российском государстве. М. 2009. 248 с. // Вестник СГАП : научный журнал. — 2010. — № 1 (71). — С. 222—225.
- Радько Т. Н. Рецензия на книгу: Стратегии правового развития России: монография / коллектив авторов; под ред. О. Ю. Рыбакова. М., 2015. 624 с. // Lex Russica : научный журнал. — 2015. — № 4. — С. 130—132.
- Денисенко В. В. Актуальный учебник по философии права. О. Ю. Рыбаков. Философия права // Государство и право : научный журнал. — 2021. — № 5. — С. 182—184. — ISSN 1026-9452. — doi:10.31857/S102694520013111-3.